# Coppa Bailing
La Coppa Bailing è un torneo professionistico di Go internazionale, sponsorizzato e ospitato dal Guizhou Bailing Group Pharmaceutical, a cadenza biennale.
La borsa del vincitore è 1.800.000 yuan, il secondo riceve 600.000 yuan. Il tempo di riflessione è di 2h 45' per giocatore, con un komi di 7,5.
Nelle prime edizioni erano invitate a partecipare 16 teste di serie, mentre 48 giocatori si qualificavano ai preliminari, e la finale al meglio dei cinque incontri. I giocatori teste di serie erano scelti nel seguente modo:
- 2 migliori giocatori dell'ultimo torneo
- 5 dalla  Cina
- 3 dalla  Corea del Sud
- 3 dal  Giappone
- 1 da  Taiwan
- 2 inviti scelti dall'organizzatore.

Nella quarta edizione, la Coppa Bailing è diventato un torneo e solo 16 giocatori invitati sono in competizione, con la finale al meglio dei tre incontri. I giocatori sono scelti come segue:
- 2 migliori giocatori dell'ultimo torneo
- 6 dalla  Cina
- 3 dalla  Corea del Sud
- 3 dal  Giappone
- 1 da  Taiwan
- 1 invito scelto dall'organizzatore.

La quinta edizione ha avuto inizio nel 2020, ma è stata interrotta dalla pandemia, dopo che solo i turni preliminari per la selezione del rappresentante della Repubblica di Cina erano stati completati.

## Albo d'oro
| Edizioni | Anni      | Vincitore    | Punteggio  | Secondo classificato |
| -------- | --------- | ------------ | ---------- | -------------------- |
| 1        | 2012-2013 | Zhou Ruiyang | 3–0        | Chen Yaoye           |
| 2        | 2014-2015 | Ke Jie       | 3–2        | Qiu Jun              |
| 3        | 2016      | Chen Yaoye   | 3–1        | Ke Jie               |
| 4        | 2018-2019 | Ke Jie       | 2–0        | Shin Jin-seo         |
| 5        | 2020      | interrotta   | interrotta | interrotta           |